# Granica możliwości
Granica możliwości – opowiadanie Andrzeja Sapkowskiego o wiedźminie opublikowane po raz pierwszy w miesięczniku „Nowa Fantastyka” w 1991, później włączone do zbioru Miecz przeznaczenia.
Fabułę wykorzystał Michał Szczerbic w scenariuszu czwartego odcinka serialu Marka Brodzkiego. Geralta zagrał Michał Żebrowski, Jaskra – Zbigniew Zamachowski, Yennefer – Grażyna Wolszczak, Borcha – Andrzej Chyra, Niedamira – Rafał Królikowski, Eicka – Marek Walczewski, Boholta – Marian Glinka, a Yarpena Zigrina – Jarosław Boberek.

## Postacie
W opowiadaniu występują:
- Geralt z Rivii – wiedźmin, główny bohater.
- Yennefer z Vengerbergu – czarodziejka, ukochana Geralta.
- Jaskier – trubadur, zakochany w winie i pięknych kobietach, bawidamek, przyjaciel Geralta.
- Borch Trzy Kawki – naprawdę złoty smok Villentretenmerth, przybierający postać człowieka, przyjaciel Geralta.
- Boholt – przywódca „rębaczy z Crinfird”, uczestnik wyprawy na smoka, wróg Geralta.
- Yarpen Zigrin – krasnolud, przywódca krasnoludziej bandy, uczestnik wyprawy na smoka, wróg, a później przyjaciel Geralta.
- Eyck z Denesle – rycerz bez skazy, uczestnik wyprawy na smoka.
- Dorregaray – czarodziej, broni zagrożonych gatunków potworów, uczestnik wyprawy na smoka.
- Niedamir – król Caingorn, organizator wyprawy na smoka.
- Kozojed – szewc z Hołopola, uczestnik wyprawy na smoka.
- Dwie Zerrikanki – Tea i Vea

## Fabuła
Geralt wynajmuje się do zabicia bazyliszka, grasującego w ruinach zamku. Długo nie wychodzi, więc wieśniacy myślą, że nie żyje i próbują dobrać się do jego rzeczy. Przeszkadza im w tym rycerz Borch Trzy Kawki i towarzyszące mu dwie Zerrikanki: Tea i Vea. Po chwili pojawia się Geralt, ciągnący za sobą martwego bazyliszka. Przerażeni wieśniacy płacą mu i uciekają. Wiedźmin dziękuje Borchowi, a ten zaprasza go do karczmy „Pod zadumanym smokiem”. Nie przeszkadza mu to, że Geralt jest wiedźminem. Nowi przyjaciele szybko przypadają sobie do gustu. Geralt opowiada Borchowi o swoim fachu i kodeksie honorowym. Nie zabijał takich stworzeń jak smoki, gdyż jak tłumaczył to nie smoki polują na ludzi tylko na odwrót. Gdy rycerz na chwilę znika wiedźmin pyta Veę, dlaczego podróżują z Borchem. Ta odpowiada, ku zdziwieniu Geralta, że jest on najpiękniejszy.
Geralt, Borch i Zerrikanki następnego dnia ruszają w podróż po świecie. Na granicy zatrzymuje ich dziesiętnik, mający za zadanie przepuszczać tylko tych, którzy mają glejt. Wśród ludzi czekających pod szlabanem jest Jaskier. Opowiada on Geraltowi, że król Niedamir urządza polowanie na smoka, który niedawno pojawił się w okolicy. Szewc Kozojed zatruł go sztuczną owcą nafaszerowaną siarką, smołą i wilczymi jagodami. Jaszczur pożarł ją i padł na ziemię. Chwilę później wstał i odfrunął, był jednak bardzo słaby. Nieletni król, Niedamir, ma zamiar przejąć jego skarb i poślubić pewną księżniczkę, która (zgodnie z przepowiednią) może zostać żoną zabójcy smoka. Ponieważ jednak sam nie chce się narażać, wynajmuje do tego oddział smokobójców. Są to: rycerz Eyck z Denesle, rębacze Boholta, krasnoludy Yarpena Zigrina, szewc Kozojed i czarodziejka Yennefer. Usłyszawszy o niej Geralt postanawia dołączyć do wyprawy. Po chwili wracają Tea i Vea, które przyprowadzają ze sobą czarodzieja Dorregaraya, biorącego również udział w łowach. Mag za pomocą mocnych argumentów (podpalenie drzewa) przekonał dziesiętnika do przepuszczenia ich wszystkich.
W obozie każdy ma inne plany co do smoka. Boholt i Yarpen założyli spółkę z Yennefer, Eyck chciał zabić smoka w uczciwej walce, Jaskier chciał stworzyć balladę. Geralt spotyka się z Yennefer. Czarodziejka jednak nie chce go znać. Nie może mu wybaczyć, że po dwóch latach związku zostawił ją (romansując w tym czasie z Triss Merigold). Oświadcza, że przybyła tutaj, ponieważ pragnie zdobyć smocze tkanki, z których zrobi eliksir leczący bezpłodność. Chciałaby bowiem być matką, a nie może. Niedamir się nudzi, bo o wszystkim i tak decyduje jego marszałek.
Wyprawa trwa. Yennefer i Geralt szczerzą na siebie zęby, Dorregaray dokucza Geraltowi, nazywając go mordercą zagrożonych gatunków, a Eyck krzyczy, by oczyścić szeregi z nie-ludzi. Tymczasem na drużynę (idącą wąską ścieżką skalną) spada lawina kamieni. Most, po którym szli zawala się. Część drużyny zostaje po drugiej stronie, co ważniejsi zdołali jednak przejść. Yennefer i Geralt spadają, jednak Wiedźminowi udaje się przytrzymać częściowo zerwanego mostu. Yen wisi mu u pasa. Mają okazję wysłuchać, co sądzą o nich zebrani na górze – między innymi część chce czekać, aż czarodziejka odpadnie. Ostatecznie honorowy Eyck rzuca im linę.
Znika Borch i Zerrikanki. Sytuacja w drużynie jest napięta. Eyck uważa lawinę za karę bożą za trzymanie w drużynie odmieńców, takich jak wiedźmin. Geralt nie chcąc kłótni postanawia odjechać, jednak właśnie wtedy przychodzi wiadomość, że smok jest tuż obok. Nie jest to ten, na którego polują – mają przed sobą najprawdziwszego Złotego Smoka, żywą legendę, w którego istnienie wątpił nawet Geralt. Mimo usilnych próśb Jaskra i Dorregaraya postanawiają go zabić. Trubadur widział w smoku żywą legendę, którą należy zostawić w spokoju. Kozojed proponuje rzucić gadzinie sztuczną owcę nafaszerowaną czymś trującym, jednak krasnolud Yarpen wyśmiewa ten plan. Smok przemawia do drużyny za pomocą telepatii. Nakazuje im odejść lub stanąć z nim do pojedynku na broń konwencjonalną (czyli bez ziania ogniem, latania i używania magii). Eyck rusza do walki ale zwinny smok z łatwością go nokautuje.
Yennefer proponuje Geraltowi, że jeśli zabije smoka, to wszystko między nimi będzie tak jak dawniej. Wiedźmin jednak dobrze pamięta, że czarodziejka wcześniej wykluczała taką możliwość. Oświadcza, że zabicie smoka wychodzi poza „granice możliwości” jego kodeksu honorowego. Tymczasem zaczyna się robić niebezpiecznie i zdenerwowany marszałek pyta króla, co ma robić. Ten, nareszcie zapytany o zdanie, nakazuje zebrać drużynę i odjechać. Oznajmia też, że od wszystkich obecnych wiele się nauczył. Stwierdza, że legenda nic go nie obchodzi, bo ma dwa razy więcej wojska i księżniczkę dostanie tak, czy siak. Co do uznania nowych poddanych, dotąd będzie mordował, rozwłóczył końmi i robił inne miłe rzeczy, aż go uznają.
Zabiera swoich rycerzy (w tym rannego Eycka) i odjeżdża. Reszta drużyny jednak zostaje.
Boholt, Yarpen i Yennefer cały czas chcą zabić smoka. Rębacze obezwładniają Dorregaraya i przywiązują go do wozu, by im nie przeszkadzał. Geralt i Jaskier stają w jego obronie, ale także zostają pokonani. Yennefer zbytnio dyryguje całą akcją i po chwili ona sama również zostaje związana. Reszta szykuje się do zabicia smoka. Atakują, lecz stwór jest lepszy. Zza skał wyskakują Tea i Vea. Szybko rozprawiają się z Boholtem i jego ludźmi. Yarpen z krasnoludami chowają się ze strachu na drzewie. Tymczasem związani odkrywają, czego smok tak pilnie strzegł. Był to mały smoczek. Smok zatruty przez Kozojeda był matką. W zamian za umożliwienie ucieczki oddała ona Złotemu Smokowi swoje małe. Geralt za pomocą znaku Igni przepala więzy na nogach czarodziejki. W stronę smoka pędzi właśnie zbrojny oddział chłopów, lecz Yennefer zamienia ich zaklęciami rzucanymi za pomocą nogi w różne zwierzęta. Pozostałych zabijają Zerrikanki. Chciały one również zabić czarodziejkę, lecz zabrania im tego smok. Kobieta ukryła bowiem jego wychowanka.
Złoty smok przemienia się w rycerza Borcha Trzy Kawki. Wychodzi na jaw, że Borch jest naprawdę smokiem, przybiera postać ludzką ponieważ ludzie wydają mu się mili i interesujący. Dziękuje Geraltowi i Yennefer za pomoc. Mówi im, że każdy może znaleźć jakiś sposób na ocalenie, nawet ci, którzy, jak wiedźmin i czarodziejka, są bezpłodni. Jednak rozczarowuje Yennefer – nie jest w stanie przywrócić jej zdolności do macierzyństwa. Nawet w magii Złotego Smoka istnieją bowiem Granice Możliwości. Yarpen ze swoimi ludźmi schodzi wreszcie z drzewa i godzi się z wiedźminem. Borch przemienia się w smoka i obiecawszy Geraltowi wieczną przyjaźń odchodzi wraz z Zerrikankami w stronę zachodzącego słońca. Patrząc na niego wiedźmin zrozumiał wreszcie słowa Vei: Borch był rzeczywiście najpiękniejszy.
Geralt mówi, że prawdziwe smoki (w przeciwieństwie do latawców) są chronione przez kodeks wiedźmiński. W opowiadaniu są wymienione smoki zielone, czerwone, czarne (odmiana czerwonych) i białe (żyjące na dalekiej północy).